# Padiszemataui

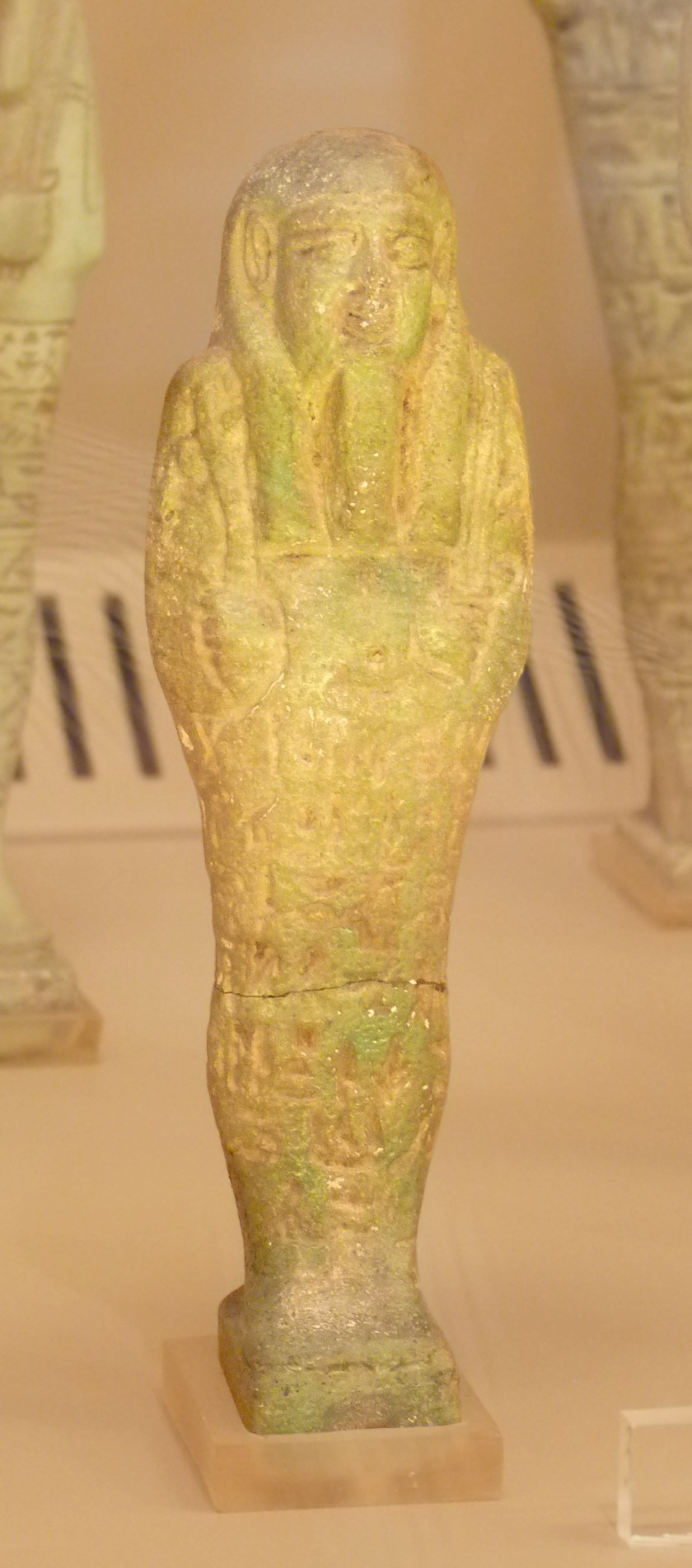
Padiszemataui fajansz usébtije

Padiszemataui, görögösen Potaszimto (fl. i. e. 592) ókori egyiptomi tábornok volt a XXVI. dinasztia idején.
Pharbaetoszban (egyiptomi nevén Seten, város a Nílus-deltában) született. Ő vezette a görög és káriai csapatokat, amelyeket II. Pszammetik fáraó az egyiptomi csapatokkal együtt küldött Núbia ellen i. e. 592-ben. Nevének görögös formája szerepel egy graffitón, melyet katonái hagytak az Abu Szimbel-i nagy templom kolosszális II. Ramszesz-szobrának bal lábán:

„„Mikor Pszammetik király Elephantinéba jött, azok írták ezt, akik Pszammetikkel, Theoklész fiával hajóztak, és eljöttek Kerkiszen túlra, ameddig csak a folyó engedi. Akik idegen nyelveket beszélnek, azokat Potaszimto vezette, az egyiptomiakat Amaszisz.””

Padiszemataui valamivel a sikeres hadjárat után halt meg, és valószínűleg szülővárosa nekropoliszában, mai nevén Kom Abu Jasszinban temették el; erre utalnak a fennmaradt, őt említő leletek, úgymint kő szarkofágja és egy kőedénye (ma a kairói Egyiptomi Múzeumban), három usébtije (Limoges, Annecy és Bologna múzeumaiban), apja, Raemmaaheru egy szobra, valamint fivére sztéléje.

## Fordítás
- Ez a szócikk részben vagy egészben  a   Potasimto című angol Wikipédia-szócikk ezen változatának fordításán alapul.  Az eredeti cikk szerkesztőit annak laptörténete sorolja fel. Ez a jelzés csupán a megfogalmazás eredetét és a szerzői jogokat jelzi, nem szolgál a cikkben szereplő információk forrásmegjelöléseként.